# Kohan: Immortal Sovereigns
Kohan: Immortal Sovereigns è un videogioco strategico in tempo reale sviluppato nel 2001 da TimeGate Studios e pubblicato da Strategy First per Microsoft Windows. Il videogioco è stato convertito per Linux da Loki Software.
Nel novembre 2001 è stata pubblicata un'espansione dal titolo Kohan: Battles of Ahriman (distribuita in America del Nord come Kohan: Ahriman's Gift). Del titolo esiste una versione speciale messa in commercio nel maggio 2002.